# Identidades trans en Irán

Mapa de localización de Irán

 Las personas transgénero en Irán tienen un reconocimiento limitado de sus derechos. Pese a un cierto reconocimiento oficial de las identidades transgénero por parte del gobierno, estas personas enfrentan niveles muy altos de discriminación por parte de la ley, el Estado y la sociedad en general.
Antes de la Revolución Islámica, la existencia de la gente transgénero nunca había sido abordada oficialmente por el gobierno. Sin embargo, a partir de mediados de la década de 1980, las personas trans fueron reconocidas oficialmente, con la condición de que se sometieran a una cirugía de reasignación de sexo asistida económicamente por el gobierno, incluyendo el cambio de sexo registral.
Sin embargo, en Irán existen importantes barreras jurídicas y sociales. Las personas transgénero que no se someten a cirugía no tienen reconocimiento legal, y las que lo hacen son sometidas primero a un proceso largo e invasivo, que incluye pruebas de virginidad, aprobación formal de los padres, un asesoramiento psicológico que refuerza sus sentimientos de vergüenza y una inspección por parte del Tribunal de Familia. Además, en Irán no se reconocen los géneros no binarios y la calidad de la atención sanitaria para las personas trans en el país, incluidas la terapia hormonal y las cirugías de reconstrucción suele ser muy baja.
Irán considera que la identidad transgénero es un trastorno mental y no tiene leyes que protejan a las personas trans contra la estigmatización o los crímenes de odio. Las personas transgénero también enfrentan presiones sociales extremas para ocultar el hecho de que son transgénero, y a menudo se ven obligadas a mudarse a una nueva ciudad, cortar lazos con cualquier relación anterior y ajustarse a la estricta segregación sexual en Irán .  El acoso contra las personas transgénero es común, y las personas trans enfrentan un mayor riesgo de agresión física y sexual, exclusión de la educación y el empleo, pobreza y falta de vivienda.   El gobierno iraní también vigila a las comunidades transgénero en línea, a menudo sometiéndolas a censura, y la policía arresta rutinariamente a personas trans. 
El Consejo de Derechos Humanos de las Naciones Unidas ha informado de que "los niños lesbianas, gais, bisexuales y transgénero son sometidos a descargas eléctricas y a la administración de hormonas y fuertes medicamentos psicoactivos".  